# Такфаринат
Такфаринат (Tacfarinas) е нумидийски вожд на берберите, бунтовник в Африка против римската зависимост по времето на император Тиберий.
Такфаринат служи първо в римска помощна войска (Auxilia), от която дезертира. Той използва опита си при римската войска при организацията на въстанието през 17 – 24 г. заедно с нумидийски и маврийски племена.
Въпреки загубите от III Августов легион и помощните войски с командир Марк Фурий Камил, който е през 17/18 г. проконсул на провинция Африка и след това от Луций Апроний (18 – 21) и Луций Апроний Цезиан през 23 г. Такфаринат иска от Рим земя.
Проконсулът на Африка Квинт Юний Блез през 21 - 23 г. се бие успешно заедно с племенника си Сеян против нумидийския вожд и пленява брат му. Части от IX Испански легион са изпратени от Панония на Дунав в провинция Африка и в Мавретания и от 21 до 23 г. помагат с легат Публий Корнелий Лентул Сципион на III Августов легион в боевете против въстаналия Такфаринат.
Боевете свършват с убийството на Такфаринат през 24 г. в боевете с Публий Корнелий Долабела и съюзника му Птолемей царя на Мавретания при крепостта Авзея (Auzia, днес Aumale), Сур ал-Гозлан (Sour El-Ghozlane), на 100 km югоизточно от Алжир.